# مشروع آر إس
تم إطلاق مشروع آر إس بواسطة آر إس للإبحار في عام 2011 وصممه فيل موريسون وهو عبارة عن قارب صغير كبير وحديث من البلاستيك المقوى بالزجاج. كان مفهوم التصميم هو تقديم قارب صغير كبير متعدد الأدوار مناسب للإبحار أو التدريب أو حتى سباقات النوادي، استجابة للطلب المتزايد من مراكز التدريب والعملاء من القطاع الخاص وتجار آر إس الدوليين. يمكن أن يستوعب مشروع آر إس الحد الأقصى لعدد أفراد الطاقم البالغ 8 أفراد، ومع ذلك يمكن أيضًا أن يبحر به شخصان فقط مما يجعله شائعًا لدى مدارس تدريب رايا بالإضافة إلى عائلات السباقات والإبحار. يمكن شراء مشروع آر إس من أي وكيل آر إس حول العالم وفي عام 2013 فاز بجائزة قارب العام من عالم الإبحار.

## الأداء والتصميم
يعتبر مشروع آر إس قاربًا صغيرًا مناسبًا لتقديم رياضة الإبحار للمبتدئين، ولكنه أيضًا قارب جيد للسباق. تم بناء الهيكل من جلود جي آر بي منسوجة سميكة وبطانة داخلية 3 مم، تحت طبقة مزدوجة من الجل. يوجد خيار الحصول على لوحة مركزية قياسية أو لوحة مركزية مثبتة.

## أس سي أس اتصال
تم تطوير إصدار أس سي أس (نظام التحكم بالجلوس) من خيار العارضة المثقلة، ويتم الإبحار به دوليًا بواسطة البحارة ذوي الإعاقة. في عام 2024، أقيمت بطولة العالم في روتلاند ووتر، في المملكة المتحدة.
يشير عنصر "الاتصال" في الاسم إلى نظام التحكم الإلكتروني المثبت كخيار.

## روابط خارجية
- الموقع الرسمي